# Bingium
Bingium ist der lateinische Name der heutigen Stadt Bingen am Rhein, den diese während ihrer Zugehörigkeit zum Römischen Reich trug. Strategisch an der überregional bedeutsamen Römerstraße zwischen Trier und Mainz an der Einmündung der Nahe in den Rhein gelegen, entwickelte sich um ein von Drusus angelegtes Kastell eine Zivilsiedlung (vicus). Vom Militärlager und der Zivilsiedlung haben sich keine oberirdischen Reste erhalten. Allerdings bezeugen zahlreiche Funde die römische Anwesenheit.

## Name und Erwähnungen
Tacitus erwähnt Bingium in seinen Historiae. Dies war wahrscheinlich der auf keltische Wurzeln zurückgehende Name des von Drusus gegründeten Kastells, der sich dann auf die Zivilsiedlung übertrug. Andere Namensformen sind Bingio (Ammianus Marcellinus 18, 2, 1; Notitia dignitatum Occ. 41), Bingum (Geograph von Ravenna 4, 24), Vingio (Itinerarium Antonini 253, 1) und Vingo oder Vinco (Ausonius, Mosella 2; Itinerarium Antonini 371, 3).

## Gründung und Lage
Möglicherweise befand sich an der Einmündung der Nahe in den Rhein bereits eine keltische Vorgängersiedlung. Im Rahmen der römischen Expansion zum Rhein gründete Drusus 13/12 v. Chr. im späteren Mogontiacum (Mainz) ein Legionslager und an dessen Verbindungsstraße nach Augusta Treverorum (Trier) im ersten Jahrzehnt vor Christus ein Kastell am rechten Ufer der Nahe und unmittelbar vor deren Mündung in den Rhein. Die Lage von Bingium war für das römische Militär strategisch wichtig: Neben der militärischen Absicherung der Nahemündung wurden hier der Beginn des Mittelrheintals sowie die auslaufenden Ebenen der Ingelheimer Rheinebene und des unteren Nahetals abgesichert.

## Militärstandort
Von dem römischen Kastell sind keine baulichen Spuren nachweisbar. Möglicherweise handelte es sich daher um ein Holz-Erde-Kastell. Von mindestens einer römischen Befestigungsanlage kann allerdings ausgegangen werden, welche eine Furt und dann die nachgewiesene römische Nahebrücke der wichtigen Überlandstraßen schützte. Frühere Annahmen, dass es zwei Befestigungsanlagen in Bingen und dem am anderen Naheufer liegenden Bingerbrück gab, gelten heute als wenig wahrscheinlich.
Die Präsenz des römischen Militärs ist auch über literarische Erwähnungen, beispielsweise in der Notitia dignitatum, sowie über zahlreiche epigraphische Nachweise in Form von Grabsteinen römischer Militärangehöriger belegt. Für die erste Hälfte des 1. Jahrhunderts sind als Auxiliartruppen belegt: cohors IV Delmatarum, cohors I Pannoniorum sowie cohors I Sagittariorum.
Die Auxiliartruppen wurden in flavischer Zeit abgezogen. Stattdessen wurden Vexillationen der Legio XIIII Gemina und der später dauerhaft in Mogontiacum stationierten Legio XXII Primigenia nach Bingium abkommandiert. Entsprechende Ziegelstempel an Baumaterial wurden in Bingerbrück gefunden. Außerdem ist die Anwesenheit eines Kommandos der Legio IV Macedonica durch einen Grabsteinfund bezeugt. Für das frühe 5. Jahrhundert nennt die Notitia dignitatum (Truppenliste des Dux Mogontiacensis) einen praefectus militum Bingensium als militärischen Befehlshaber für das dort genannte bingio.

## Zivilsiedlung
Mit dem Bau des Kastells entstand eine zivile Siedlung (vicus). Die Anbindung von Bingium an die entstehende Römische Rheintalstraße von Mogontiacum zur Colonia Claudia Ara Agrippinensium sorgten für gute Handelsmöglichkeiten und einen regen zivilen und militärischen Verkehr. Die Zivilsiedlung war Mitte des 4. Jahrhunderts entsprechend von regionaler Bedeutung. Ausonius berichtet 370 in seiner Mosella von einer Ummauerung des Ortes. Vorangegangen waren größere Germaneneinfällen im Jahr 359, die Kaiser Julian veranlassten, die Zivilsiedlung mit einer Festungsmauer schützen zu lassen.
Bei Ausgrabungen in der Krypta von St. Martin in Bingen wurde das Fragment eines antiken Altars gefunden, woraus die Theorie abgeleitet wurde, dass an der Stelle des späteren christlichen Gotteshauses in römischer Zeit ein Tempel gestanden habe. An Flussübergängen wäre für die antike Zeit beispielsweise ein Heiligtum des Gottes Mercurius plausibel. Allerdings lässt das gefundene Steinstück solche Deutungen nicht sicher zu, zumal auch die Möglichkeit besteht, dass es ursprünglich an einer anderen Stelle Bingens verbaut war und erst in späterer Zeit in die Krypta der Kirche gelangte.

## Nahebrücke
Zwischen den heutigen Orten Bingen und Bingerbrück verband eine römische Pfahlrostbrücke beide Naheufer (siehe „Drususbrücke“). Auf dieser Brücke überquerten die strategisch wichtige Ausoniusstraße nach Trier und die Rheintalstraße nach Köln die Nahe.
1983 fand man bei Arbeiten im Nahebett eiserne Pfahlschuhe, Eichenpfähle sowie eine größere Anzahl von Spolien. Dendrochronologische und archäologische Untersuchungen identifizierten die Funde als Gründungspfähle aus dem Jahr 77. Damit gehört der Brückenbau in die Regierungszeit des Kaisers Vespasian und datiert zeitgleich mit weiteren Brückenbauprojekten in den römischen Städten Köln und Mainz. Eine weitere, auf um 305 datierte Holzprobe weist möglicherweise auf eine unter Kaiser Konstantin errichtete Kai- oder Uferbefestigung hin.

## Nekropolen
Das römische Bingium lässt sich vornehmlich über mehrere Nekropolen und ihre reichhaltigen Funde erschließen. In Bingerbrück wurde beim Bau des Bahnhofs 1859/60 eine größere Nekropole mit zahlreichen Grabsteinen römischer Militärangehöriger der Auxiliartruppen und Zivilpersonen entdeckt. Der Grabstein des Annaius Daverzus, eines Angehörigen der cohors IV Delmatarum, weist dabei eine detaillierte Ansicht römischer Waffen und Kleidung der ersten Hälfte des 1. Jahrhunderts auf. Weitere Grabfunde gibt es entlang der heutigen Mainzer Straße sowie in Bingerbrück längs der Straße nach Köln. In Bingen selbst befinden sich im Bereich der Burg Klopp zwei weitere Friedhöfe. Hier wurde 1924 auch das sogenannte Grab des Arztes entdeckt, in dem sich zahlreiche medizinische Geräte wie beispielsweise bronzene Schröpfköpfe fanden.

## Christianisierung

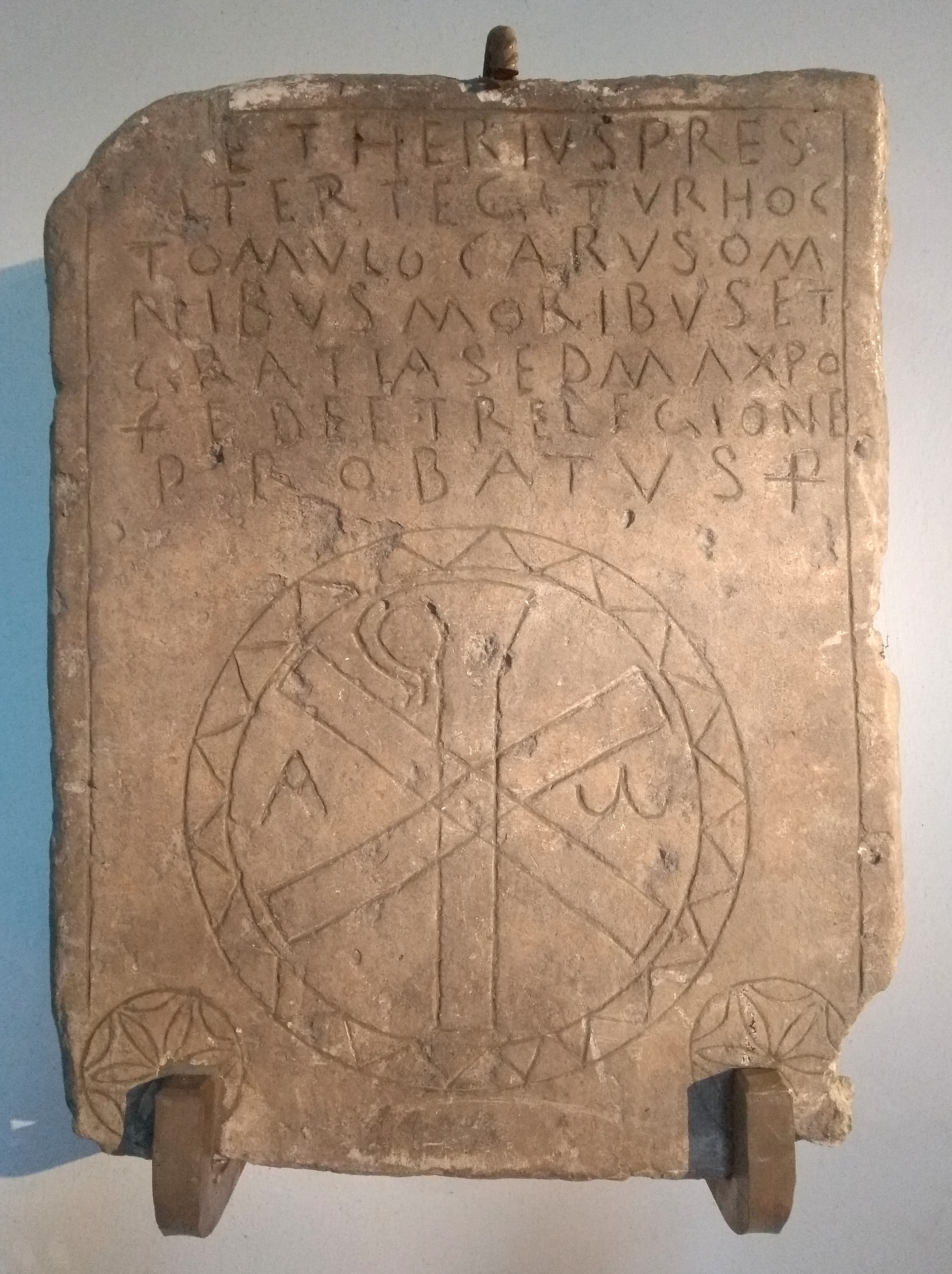
Spätantiker Grabstein des Priesters Aetherius

Erste Hinweise auf christliches Leben im spätrömischen Bingen stammen aus dem 5. und 6. Jahrhundert. Aus dieser Zeit stammt mehrere Grabinschriften, wie beispielsweise der Grabstein des Priesters Aetherius, der heute in der Kirche St. Martin ausgestellt ist.